# Skärgårdssommar
Skärgårdssommar är en kokbok av Viveca Sten från 2014.